# Manteau (uitgeverij)
Uitgeverij Manteau was een Belgische uitgeverij, in 1938 opgericht door Angèle Manteau. In 1998 werd Manteau een imprint van de Nederlandse groep WPG Uitgevers. Vanaf 2000 is Manteau een imprint van de Standaard Uitgeverij die vooral thrillers uitgeeft.

## Geschiedenis
Op 1 april 1938 schreef Angèle Manteau Uitgeverij Manteau in bij het handelsregister in Brussel. Ze had al een importboekhandel in Brussel sinds 1932, en haar nieuwe uitgeverij werd financieel gesteund door de Nederlandse Uitgeverij H. P. Leopold. Haar doel was het brengen van literaire kwaliteit en ze hield zich zoals de meeste toenmalige uitgeverijen politiek zo neutraal mogelijk.
De eerste eigen titel was een herdruk van de roman Wrakken van Emmanuel de Bom, met een voorwoord van Maurice Gilliams. Er verscheen voornamelijk literair-historisch werk, maar het was ook de bedoeling werk te publiceren van jonge, Vlaamse auteurs zoals Hugo Claus en Louis Paul Boon. Laatstgenoemde sleepte als eerste de vierjaarlijkse, literaire prijs van de uitgeverij, de Leo J. Krynprijs, in de wacht. Hoewel het katholieke Vlaanderen geen perfecte voedingsbodem was voor een vrijzinnige uitgever, wist Manteau zich na de Tweede Wereldoorlog toch snel op te werken als grote uitgever. In de jaren 60 en 70 gaf Manteau werk uit van Johan Daisne, Hubert Lampo, Jos Vandeloo, Ward Ruyslinck en Jef Geeraerts.
Van 1964 tot 1976 werkte Jeroen Brouwers er eerst als redactiesecretaris en later als (hoofd)redacteur. Brouwers onthulde later dat het redigeren van het werk van Vlaamse auteurs erop neer kwam dat hele delen van manuscripten werden herschreven en vanuit het Vlaams moesten worden vertaald naar leesbaar Nederlands. Vanaf 1966 tot 1986 werkte Julien Weverbergh bij deze uitgeverij. Nadat Angèle Manteau naar Elsevier was vertrokken volgde hij haar in 1971 op.
In 1998 werd Manteau een imprint van de Nederlandse groep WPG Uitgevers. In 2000 werd ook de Standaard Uitgeverij in deze groep opgenomen en werd met WPG Uitgevers België een Belgische tak ervan opgericht.
Vanaf 2002 verschenen de uitgaven van Manteau simultaan bij de Groningse Uitgeverij Meulenhoff. In 2011 ging deze dubbelnaam op in De Bezige Bij Antwerpen, tot die afdeling in 2014 werd stopgezet door WPG.
In 2018 lanceerde WPG België met Angèle een nieuw imprint voor literaire fictie. WPG België werd evenwel losgeweekt van de Nederlandse moedergroep en herdoopt tot Standaard Uitgeverij, waarvan Manteau samen met de uitgaven van het Davidsfonds al deel uitmaakte.

## Auteurs (selectie)
- Ish Ait Hamou
- Pieter Aspe
- Piet Baete
- Marc de Bel (Epinona)
- Jonas Boets
- Toni Coppers
- Patrick De Bruyn
- Luc Deflo
- Guy Didelez
- Jef Geeraerts
- Herwig Hensen
- Erin Hunter
- Pete Johnson (onder andere  Mijn ouders zijn onhandelbaar)
- Paul Kustermans (Feun en de geest van de rode dood)
- Stan Lauryssens
- Londersele
- Marthe Maeren
- Bob Mendes
- Ginny Mooy
- Koen Strobbe
- Mark Tijsmans
- Jos Vandeloo
- Johny Van Tegenbos
- Stefaan Van Laere
- Lydia Verbeeck
- Helen Vreeswijk (onder andere Chatroom, Overdosis en Loverboys)
- Herman van de Wijdeven
- Loekie Zvonik